# Винтертур
Винтертур (фр. Winterthour) је шести по величини град у Швајцарској. Град припада кантону Цирих и по величини је одмах иза седишта кантона, града Цириха. По томе је Винтертур највећи град у држави без положаја средишта кантона. Округ Винтертур се састоји од 13 општина.
Винтертур је важан индустријски град не само за кантон Цириха него и за целу Швајцарску. 

## Природне одлике
Винтертур се налази у североисточном делу Швајцарске, недалеко од Цириха (30 км североисточно), па га многи сматрају и „највећим предграђем“ највећег швајцарског града.
Рељеф: Винтертур се налази у крајње источно делу Швајцарске висоравни, недалеко од Боденског језера (20 км југозападно). Област Винтертура је валовитог карактера и обухвата долину реке Тур, а јужно од града се почињу издизати Алпи.
Клима: Клима у Винтертуру је умерено континентална.
Воде: Град лежи на обали реке Тур, која је граду дала име.

## Историја
Подручје Винтертура било је насељено још у време праисторије. Стари Рим је држао ово подручје од 70. п. н. е. до 5. века. Тада се овде налзило насеље Витудурум (Vitudurum), претеча данашњег старог дела града.
Током средњег века Винтертур се развија у обласно средиште. 1264. године град доспева у руке Хабзбурговаца. Тада насеље добија градска права. 1467. г. Хабзбурговци су продали град војводству Цирих. Град је доспео у сенку моћнијег Цириха, па је почео стагнирати.
1799. године код града се десила важна битка у оквиру Наполеонових ратова по Европи.
Током 19. века град добија индустријска обележја, а индустријски карактер се очувао до данас.

## Становништво
2008. године Винтеертур је незванично прешао границу од 100 хиљада становника. Од тога приближно 24% су страни држављани.
Језик: Швајцарски Немци чине традиционално становништво града и немачки језик је званични у граду и кантону. Међутим, градско становништво је током протеклих неколико деценија постало веома шаролико, па се на улицама Винтертура чују бројни други језици. Тако данас немачки говори 80,3% градског становништва, а прате га италијански и албански језик.
Вероисповест: Месни Немци су у 16. веку прихватили протестантизам. Међутим, последњих деценија у граду се знатно повећао удео римокатолика. Данашњи верски састав града је: протестанти 36,9%, римокатолици 26,7%, атеисти 16,6%, муслимани 11,5%, православци 3,1% и јевреји 1,3%.

## Привреда
Винтертур је важан индустријски град не само за кантон Цириха него и за целу Швајцарску. Међутим, протеклих деценија тешка индустија се постепено повука пред лаком индустијом и услужним делатностима.
Винтертур је познат и по банкарству и сектору осигурања. 
Винтертур се налази на важном ауто-путу А1, који спаја западну Швајцарску са источном Швајцарском.

## Знаменитости града
Мада Винтертур поседује старо градско језгро са лепим улицама и старим зграда, као и бројна управна и културна здања, град нема толико вредних знаменитости спрам градова сличне величине у Швајцарској.

## Градови побратими
- Хал (Аустрија),
- Шо де Фон (Швајцарска),
- Плзењ (Чешка),
- Ивердон ле Бен (Швајцарска).

## Галерија слика
- Градска саборна црква
- Градска кућа
- Куће старог дела града
- Савремена зграда Одељења „Луфтханзе"